# Orm Eilivsson
Orm Eilivsson (998-1054), caudillo vikingo y jarl de Oppland, Noruega. Era yerno de Finn Arnesson y muy influyente en la corte del rey Harald Hardrada quien le mantuvo en alto rango como único «jarl de Noruega» hasta su muerte y le sustituyó Håkon Ivarsson, a quien el rey le cedió todo el poder de Orm. Era miembro del clan familiar de los Støleætta, hijo del jarl Eilif Bårdsson y nieto del rey de Romsdal, Bård Nesjekonge.
Orm tuvo un papel secundario durante las negociaciones entre Finn y Håkon Ivarsson, para evitar una guerra civil entre el rey Harald y los bóndis, tras el asesinato de Einar Tambarskjelve.
Snorri Sturluson le menciona varias veces como Orm, hijo de «Ragnhild, una hija de Haakon el Grande». En otro pasaje confirma que la madre del «Jarl Orm Eilifson» fue «Ragnhild, una hija del Jarl Hakon el Grande». 
Morkinskinna también menciona a «Ingibjorg, hija de Hákon jarl» como madre de «uno de los caudillos del rey Magnus<...> Ormr». Siendo jarl en Oplandene, casó con Sigrid  Finsdatter, hija de Finn Arnesson y su esposa Thorberg Halfdansdatter. Snorri también registra el matrimonio entre «Sigrid, hija de Finn [Arnasson]» y el Jarl Orm.
Tuvo tres hijos con Sigrid:
- Ogmund Ormsson (n. 1050);
- Eilif Ormsson (n. 1048), que sería padre de Dag Eilivsson;
- Ragna Ormsdatter (n. 1046). Ragna se casaría con Svend Svendsson (n. 1030) y fruto de esa relación nacería Krypinge-Orm Svensson de Hordaland, quien sería padre de Erling Skakke.[6]